# Falcó collroig

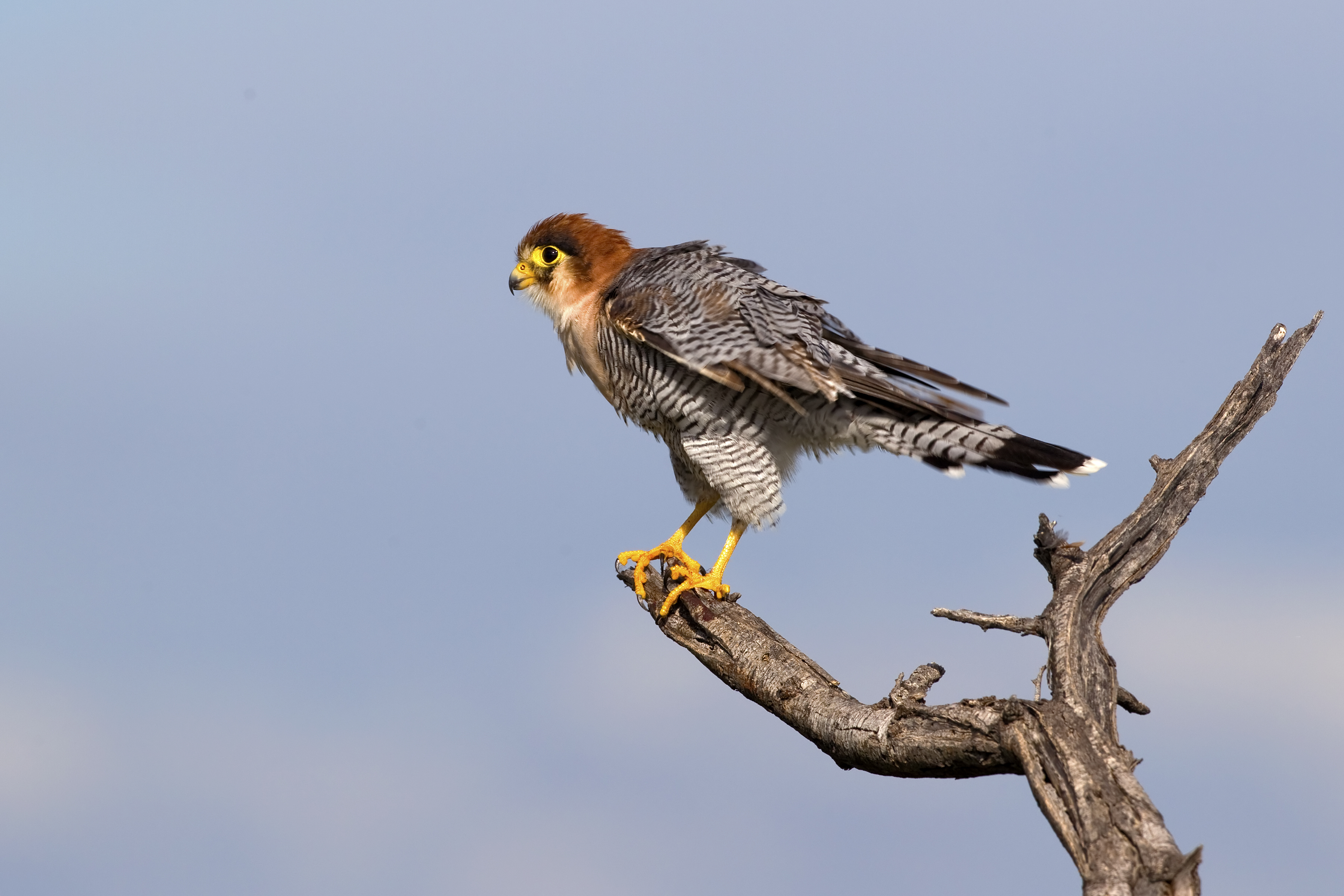
Imatge d'un falcó collroig al Parc Nacional d'Etosha (Namíbia).

El falcó collroig (Falco chicquera ruficollis; syn: Falco ruficollis) és un tàxon d'ocell rapinyaire de la família dels falcònids (Falconidae) Es troba a la zona afrotròpica. El seu estat de conservació es considera de risc mínim.

## Taxonomia
Segons la classificació del Congrés Ornitològic Internacional (versió 12.2, 2022) el falcó collroig constitueix una de les tres subespècies del falcó cap-roig (Falco chicquera ruficollis).
Tanmateix, altres obres taxonòmiques, com el Handook of the Birds of the World i la quarta versió de la BirdLife International Checklist of the birds of the world (Desembre 2019), consideren que constitueix, de fet, una espècie diferent. Segons aquest criteri les dues espècies resultants serien:
- Falcó cap-roig (Falco chicquera) - Stricto sensu
- Falcó collroig (Falco ruficollis)